# جایزه معلم مردمی اتحاد جماهیر شوروی

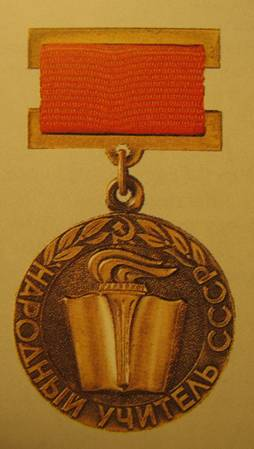
جایزه معلم مردمی اتحاد جماهیر شوروی

جایزه معلم مردمی اتحاد جماهیر شوروی سوسیالیستی (به روسی: Народный учитель СССР) یک عنوان افتخاری بود که در خلال سالهای ۱۹۷۷ (میلادی) تا ۲۰۰۰ (میلادی) در اتحاد جماهیر شوروی سوسیالیستی، که به معلمان مدارس آموزش متوسطه یا مراکز فنی و حرفه‌ای اعطا می‌شد که در فراگیری کمونیسم در میان نسل جدید، نقش بسزایی داشتند یا خدمات اجتماعی قابل توجهی انجام داده بودند. در کنار این مدال، یک دیپلم افتخار نیز از طرف پارلمان اتحاد جماهیر شوروی، به فرد، اعطا می‌شد.